# Slovníky slovenského jazyka
Slovníky slovenského jazyka mohou být výkladové, překladové, synonymické, frazeologické, pravopisné, výslovnostní atd.; v užším smyslu se slovníkem slovenského jazyka myslí jen výkladový nebo překladový slovník slovenštiny.

## Historie

### Do roku 1918
Ze středověku se na Slovensku zachovaly zejména latinsko-české slovníky, přičemž některé z nich obsahují slovakismy - např. Bohemář Martina ze Strážnice z roku 1379, Prešporský slovník asi z druhé poloviny 14. stol., Komenského Orbis pictus z roku 1685 atd. Významné je i doplnění Komenského učebnice Janua linguarium reserata (Brána jazyků otevřená) středoslovenskými ekvivalenty (překlad latinsko-maďarské verze díla) F. Buľovským v roce 1666.
Ze 17. století jsou již zachovány i vysloveně slovenské slovníky: latinsko-maďarsko-slovenský slovník Verborum in Institutiones... z Trnavy z roku 1648 ke gramatice Emmanuela Alvara Prielezského latinsko-maďarsko-slovenský slovník z Ilavy z roku 1656 (rukopis), tzv. Nomenclator pružinský (latinsko-slovenský slovník zachován v rukopise - opise z poloviny 17. století) a Dictionarium Slavic-Latinum z Martina z roku 1700. Z 18. století je významný zejména tzv. Kamaldulský slovník (rukopis, viz Kamaldulská slovenčina) a poté slovníky slovenského jazyka z trnavské univerzity resp. tiskárny, jako např. Álvaro Syllabus vocabulorum z roku 1703 a Liczeiho Catalogus onomasticus z roku 1707. Nadále však vycházeli i slovníky české obsahující pouze slovakismy: např. Hruška latinsko-český slovníček Vocabulorum et verborum... z let 1706-1707 (rukopis), Wagnerův Universala phraseologiae latinae corpus z roku 1750 z Trnavy (v roce 1822 vyšel dodatečně se slovenskými ekvivalenty podle Bernoláka pod názvem Latinsko-maďarsko-německo-slovenský slovník, autorem byl J. E. Botnický) a Procopio Dictionarium Slavic-Latinum (konec 18. stol., rukopis); Kromě toho se na uherských školách v 18. století vedle Komenského učebnicích používali i Cellariovy latinsko-německé slovníky, které Matej Bel doplnil o maďarské a české ekvivalenty se slovakismy. V letech 1787 - 1808 nakonec vzniklo (ale až v letech 1825-1827 vyšlo) Bernolákovo veledílo Slowár Slowenskí Češko-Laťinsko-Ňemecko-Uherskí.
V 19. století kromě výše zmíněného Bernolákova slovníku a Botnického slovníku vznikly např. tyto významné slovníky:
- Idioticum Slovacicum od Juraje Ribaya (1808, rukopis) - rozsáhlý slovensko-německo-latinský slovník zachycující středoslovenské nářečí (výslovně jako diferenční slovník vůči češtině), plod 30leté práce
- Böhmisch-deutsch-lateinisches Wörterbuch I-II od Palkovice (1820, 1821, Praha, Bratislava) - tento známý slovník je sice primárně slovník češtiny, ale obsahuje explicitně i některé slovenské a moravské ekvivalenty (slovenské Palkovičovi poskytli mj. Ján Ribay a Š. Leška)
- Všeslovansko-německo-latinský slovník Jana Kois (začátek 19. století, Rukopis) - slovenská a ruská slova s německými a latinskými ekvivalenty
- Idioticon slov v Oravě užívaných od Ctoboha Zocha (1837, rukopis) - slovník oravského nářečí
- Noví maďarsko-slovenský a slovensko-maďarský slovník od Štěpána Jančoviče (1848, Sarvaš) - v štúrovské pravopise
- Slovníček slovenský od Wiléma Dušana (1848, in: Časopis Českého Musea) - srovnávací slovensko-moravsko-český slovník
- Slovník slovenskej, maďarskej a nemeckej reči I-III od J. Loose (Pešť, 1869, 1870, 1871)
- Česko-německý slovník zvláště grammaticko-fraseologický od F. Š. Kotta (1878-1893) - další známý slovník, který je sice primárně slovník češtiny, ale zachycuje explicitně i slovenská slova (autor využil slovníkový materiál z Matice slovenské) (dostupné online)

Jelikož slovenskou slovní zásobu zachycovaly i české slovníky (srov. např. nahoře Kotta), na Slovensku na přelomu 19. a 20. stol. vycházely jen malé slovníky pro praktickou potřebu, např. Karmannyj rusko-slovenskij slovar od Ľ. A. Mičátka (1892), Diferenciální slovensko-ruský slovník (1900) od Ľ. A. Mičátka, Slovník slovenskočeský a československý od K. Kala a K. Salvy (1896), Slovník slovensko-maďarský a maďarsko-slovenský od A. Pechányho (1906, de facto upravený Loosův slovník) atd. Ve stejném období se však např. F. Šujanský pustil do psaní velkého slovníku slovenského jazyka (rukopis, kolem 9000 hesel), S. Czambel ve své knize Slovenská reč (1906) vydal slovník východoslovenských nářečí, Ľ. V. Rizner sepsal bošácký nářeční slovník (1913, rukopis) a Iremský a Š. Mišík sepisovali nářečí ze Spiše .

### Československo (1919-1992)
Po vzniku Československa sestavil P. Tvrdý Slovenský frazeologický slovník (1931, 1937), který se opíral zejména o starší slovníky a Czambelovu Rukoväť. Této práci předcházelo vydání česko-slovenského diferenciálního slovníku (1922) a Slovensko-latinského slovníku (1927). V roce 1924 vydal M. Kálal Slovenský slovník z literatúry aj nárečí, což byl diferenciální slovník slovensko-český s ukazatelem česko-slovenským, dosud používaný jako informativní pramen při lexikografických pracích. Největším dvojjazyčným slovníkem v tomto období byl Hvozdzikův Zovrubný slovník slovensko-maďarský a maďarsko-slovenský (1937). Vznikly i terminologické slovníky: právnický od Fajnora-Zátureckého, Viestův železniční, Polakovičův lékařský, Ladrianského anatomický aj. a O. Ferianc sepsal názvosloví ptáků a ryb. V roce 1945 začaly v Matici slovenské vydávat A. Jánošík a E. Jóna v sešitech velký slovník slovenštiny pod názvem Slovník spisovného jazyka slovenského, vyšel však jen po písmeno J.
Vzniklo i několik slovníků cizích slov. První slovenský slovník cizích slov napsal P. Tvrdý v roce 1922 pod názvem Slovník inojazyčný. Rozsáhlý byl Slovník cudzích slov a výrazov v slovenčine z roku 1939 od J. M. Prídavka.
Jak kodifikační příručka vycházely od roku 1931 opakovaně Pravidla slovenského pravopisu.
Od 50. let nastal rozvoj slovenské lexikografie. V jazykovědném ústavu Ľudovíta Štúra SAV v Bratislavě vydala v letech 1959-68 redakce pod vedením Š. Peciara velký slovník češtiny - Slovník slovenského jazyka. Dále vyšly četné překladové slovníky. Např. pro ruštinu kromě různých menších slovníků vyšel Slovensko-ruský překladový slovník l-ll (1950, 1958), Velký rusko-slovenský slovník (I-V, 1960-1970) a Velký slovensko-ruský slovník (I-VI, 1979-1995); pro češtinu Česko-slovenský slovník (1979), Slovensko-český slovník (1 vyd. 1967, 2. vyd. 1986) a Slovensko-český a česko-slovenský slovník rozdílných výrazů (1. vyd. 1964, 2 vyd. 1989). Z malých a středních slovníků do počátku 90. let nejčastěji vycházely slovníky němčiny (největší byl Německo-slovenský slovník ze SPN z roku 1981 od M. Černé a kol.) A na druhém místě angličtiny (žádný větší slovník). Z bulharštiny vyšel v tomto období malý slovník v obou verzích a střední bulharsko-slovenský slovník. Po jednom slovníku v obou verzích vyšly v 70. letech slovníky francouzské, maďarské, polské, rumunské, španělské a italské. Znovu byl také vydán latinsko-slovenský a slovensko-latinský slovník. Ve vydavatelství Alfa vyšlo v 70. a 80. letech množství kvalitních vícejazyčných technických překladových slovníků (buď dvojjazyčných nebo častěji v podobě anglicko-německo-francouzsko-rusko(-maďarsko-polsko)-slovenského slovníku).
Z vícerých slovníků cizích slov, které v tomto období vznikly, byl největší Slovník cudzích slov z roku 1979 (2. vyd. 1983, 3. vydání 1990) od M. Ivanové-Šalingové a Z. Maníkové (a S. Šalinga, jehož jméno nesmělo v té době být uvedeny na slovníku). Tento slovník dnes v rozšířené podobě vychází pod názvem Veľký slovník cudzích slov.
Mezi četnými terminologickými slovníky za zmínku stojí Velký rusko-slovenský lékařský slovník J. Savuľáka a kol. (1959 a Rusko-slovenský zemědělský slovník M. Sotáka a kol. (1980). V 50. a 60. letech vznikla ve spolupráci jazykovědců českých a Slovenských s pracovníky příslušných odborů velká řada terminologických slovníků z různých oblastí. Péče o koordinaci a vydávání česko-slovenských terminologických slovníků v rámci česko-slovenských názvoslovných norem se postupně soustředila v Úřadu pro normalizaci a měření. Za slovenské znění norem z jazykové stránky odpovídal JÚĽŠ SAV, za české znění Ústav pro jazyk český ČSAV.
Z kodifikovaných příruček vycházeli (vedle již zmíněných Pravidlech slovenského pravopisu) Pravidlá slovenskej výslovnosti (od roku 1984, předtím v roce 1979 pod názvem Príručný slovník slovenskej výslovnosti) a Krátky slovník slovenského jazyka (od roku 1987).
Kromě kodifikovaných příruček byly pro školy určeny: Malý tezaurus M. Pisárčikové a Š. Michaluse (2. vyd. 1979) a Malý frazeologický slovník E. Smieškové (2. vyd. 1977). Jako pomůcka při statistickém a počítačovém zpracovávání jazyka sloužily dva speciální slovníky J. Mistríka: Frekvencia slov v slovenčine (1969) a Retrográdny slovník slovenčiny (1976). Etymologický slovník slovenčiny nevznikl, ale existoval alespoň etymologický slovník jazyka českého a slovenského, který sestavil v Česku V. Machek v roce 1957. Etymologický výklad názvů domácích vyšších rostlin podal V. Machek v práci Česká a slovenská jména rostlin (1954). F. Ryšánek napsal Slovník k Žilinské knize (1954), tj. k nejstarší dochované souvislé jazykové památce z území Slovenska z let 1473 - 1561.

### Od roku 1993
Vedle dalších vydáních kodifikovaných příruček a některých nových překladových slovníků z tohoto období za zmínku stojí zejména:
- Slovník slovenských nárečí I-II (po písmeno P) (1994, 2006, přípravný svazek: 1980)
- Historický slovník slovenského jazyka I-VII (1991 - 2008)
- Slovník súčasného slovenského jazyka I-III (po písmeno N) (2006 - 2015)
- Synonymický slovník slovenčiny (2004)
- Slovník cudzích slov (1. vyd. 1997, 1. vyd.)
- Veľký slovník cudzích slov (1. vyd. 1997)
- Obrátený slovník cudzích slov od P. Oravce z roku 2007
- Slovník slovenského slangu od Braňa Hochela z roku 1993
- Slovník slangu a hovorovej slovenčiny od P. Oravce z roku 2014
- Stručný etymologický slovník slovenčiny od Ľ. Králíka (2015)
- Frekvenčný slovník slovenčiny na báze Slovenského národného korpusu od R. Garabíka & kol. (2017)
- Retrográdny slovník súčasnej slovenčiny – slovné tvary na báze Slovenského národného korpusu od R. Garabíka (2018)